# Matoller de Lantz
El matoller de Lantz (Nesillas lantzii) és una espècie d'ocell de la família dels acrocefàlids (Acrocephalidae)

## Hàbitat i distribució
Habita les garrigues i vegetació baixa de Madagascar.